# Rodven Records
Rodven Records es una compañía discográfica venezolana fundada por la familia Cisneros, dueños de ODC Grupo y propietarios de una de las redes de televisión más grandes en el país. También poseyeron la Señal de Radio AM (RadioVision, el cual más tarde se expandió a la señal FM bajo el nombre de "FM Center"), una cadena de tiendas musicales (DiscoCenter) y la estadounidense The Walt Disney Company.

## Historia

### Primeros años
En sus inicios, SonoRodven (como fue nombrado originalmente) emergió como una fuente local para recopilar álbumes internacionales (mayoritariamente aquellos producidos en los EE. UU. por compañías como K-Tel). 
Entonces se empezó a manejar un pequeño plantel de estrellas locales; algunos de ellos también actuando para su red de televisión hermana, Venevisión, con actores como: Guillermo Dávila, Karina, Ricardo Montaner, Jose Luis Rodríguez "El Puma", y otros.
Entonces el plantel empezó a crecer, y eso trajo como consecuencia al segundo sello discográfico local más grande en Venezuela (junto a Sonográfica, su competidor más grande) del grupo rival "Empresas 1BC" (propietarios de la red de televisión rival RCTV, red radiofónica rival RCR, cadena de tiendas récord rival "Recordland").
Más tarde, entre inicios y mediados de los años 80s,  nace el "Rodven Group", también comprendiendo a Vídeo-Rodven, una compañía de vídeo de casa comercial, así como otros pequeños sellos discográficos que anteriormente existieron en el país, como Terciopelo (así deviniendo VelvetRodven y más tarde TH-Rodven, un sello que acogía todo tipo de música latina que produjo a muchos artistas), "Love Records" y formando alianzas con otros sellos discográficos de alrededor del mundo con el propósito de distribuir su producto localmente (formando así EMI-Rodven, Hispavox-Rodven, Ariola-Rodven, Wea-Rodven). 
Esto hizo que el plantel de "Rodven Records" se hiciera más grande, logrando que el producto de los artistas que albergaba, fuera distribuido localmente y al extranjero a través de la plataforma de radio y TV, el cual más tarde dio nacimiento a una nueva compañía de servicios del espectáculo: "Big Show Productions". 
Luego incursiona en el mercado de videos y películas para Betamax y VHS a través de Video Rodven (la compañía principal) y otras menores como Gran Video y Venevista Video. Compitiendo con Videorama Stereo del grupo empresarial rival 1BC.

### Década de 1990
En 1995, fue adquirido por PolyGram (compañía que más tarde fue adquirida por Universal Music Group en 1999). El catálogo de "Rodven Records" pertenece actualmente al Universal Music Group a través de Universal Music Latin Entertainment en asociación con Machete Music.